# Juliet Campbell (personnalité politique)
Pour les articles homonymes, voir Juliet Campbell (homonymie) et Campbell.
Juliet Campbell est une personnalité politique britannique, membre du Parti travailliste. Elle est députée de Broxtowe depuis 2024.
En 2012, elle rejoint le Parti travailliste. De 2018 à 2024, elle est conseillère au conseil de Lewisham pour les communautés et la sécurité.
En 2024, elle est élue députée de Broxtowe avec 19 561 voix, battant le candidat conservateur Darren Henry.

## Biographie

### Origines
Juliet Campbell naît et grandit à Bilborough, où ses parents, ont immigré de Jamaïque dans les années 1960. Son père travaille chez Boots et sa mère gère un magasin à Radford,.

### Carrière professionnelle
En 2012, Juliet Campbell rejoint le Parti travailliste.
De 2018 à 2024, elle siège au conseil de Lewisham à Londres, où elle est membre du cabinet en charge des communautés, des réfugiés et de la sécurité. Elle représente également le quartier de Blackheath,.

### Carrière politique
En 2024, Juliet Campbell est élue députée de Broxtowe avec 19 561 voix, battant le  candidat conservateur Darren Henry. Elle s'engage dans des actions en faveur des droits sociaux, notamment pour la reconnaissance des aidants, l'instauration d'un salaire décent et l'amélioration du système de santé.